# Región Grau
La Región Grau fue una de las doce regiones peruanas que se crearon mediante la Primera iniciativa de Regionalización, entre los años 1988 y 1992, durante el primer gobierno de Alan García Pérez. Fue integrada por las provincias de los actuales departamentos de Piura y Tumbes.
La Región Grau fue dividida por su Asamblea Regional en tres subregiones:
- Piura: comprendía las provincias de Piura,[a] Morropón y Huancabamba.

- Luciano Castillo: con las provincias de Sullana, Paita, Talara y Ayabaca.

- Tumbes: con las provincias de Tumbes, Zarumilla y Contralmirante Villar.

El primer presidente de la Región Grau fue el Doctor Luis Antonio Paredes Maceda, quien fuera asesinado en 1992.
El 11 de abril de 1992, durante el gobierno de Alberto Fujimori se disolvió las Asambleas Regionales y Concejos Regionales; y creó a nivel nacional los Concejos Transitorios de Administración Regional (CTAR).